# Werner Baier
Werner Baier (* 4. September 1943) ist ein deutscher Unternehmer und war von 1975 bis 1995 Geschäftsführer des Automobilzulieferers Webasto mit Sitz in Stockdorf.

## Leben
Baier wurde 1943 in Österreich geboren und wuchs bis 1954 dort auf. Er ist der Urenkel von Wilhelm Baier, dem Gründer von Webasto, und der Neffe von Walter Baier, dem damaligen Geschäftsführer. Baier ging ab 1954 in Deutschland zur Schule und begann nach dem Abitur 1962 ein Maschinenbaustudium an der Technischen Universität Wien, das er 1968 mit dem Diplom abschloss. Anschließend erwarb er 1969 am Insead in Fontainebleau einen MBA-Abschluss.
Im Jahr 1970 trat er nach seinem Studium in das Familienunternehmen ein. Ab 1975 leitete er das Unternehmen als Geschäftsführer. In dieser Zeit entstanden die Fabriken in Utting, Schierling und Neubrandenburg. Auch wandelte er das Unternehmen von einem mittelständischen Zulieferer zu einem Marktführer für Fahrzeugheizungssysteme. Seit 1995 ist er Vorsitzender des Aufsichtsrats. Außerdem hält er als Mitglied der Familie Baier die Hälfte am Unternehmen. Die andere Hälfte gehört Gerhard Mey (* 1956).
Er wohnt in Zell am See und hat zwei Töchter, die das Unternehmen weiterführen sollen.

## Ehrungen
- 2002: Bundesverdienstkreuz am Bande[6]
- 2011: Bayerischer Verdienstorden[7] für außerordentliches unternehmerisches und soziales Engagement[6]
- 2013: Umbenennung des westlichen Teils der Speicherstraße in Werner-Baier-Straße in Neubrandenburg[2][4]